# 사회 기술

타인에게 나무의 생김새를 구술로 설명하는 것은 의사소통의 한 방식이다.

사회 기술(social skill) 혹은 사회적 기술은 타인과의 대인관계(Interpersonal relationship)와 사회적 의사소통(social communication)을 수월하게 하는 사회역량(social competence)으로, 이를 통해 사회규칙(social rule)이나 관계(relation)가 발생하고 소통되며 언어적(verbal) 비언어적(nonverbal) 방식으로 변화된다. 사회 기술 학습 과정을 사회화(socialization)라고 한다. 사회 기술의 결여는 '사회적 어색함(social awkwardness)'을 일으킬 수 있다.
대인관계 기술(interpersonal skill)은 타인과 잘 상호작용하기 위하여 사용하는 행동이다. 대인관계 기술은 지배 대 복종(dominance vs. submission), 사랑 대 증오(love vs. hate), 제휴 대 공격(affiliation vs. aggression), 통제 대 자주(control vs. autonomy)라는 범주와 관련된다(Leary, 1957). 긍정적인 대인관계 기술로는 설득(persuasion), 경청(active listening), 위임(delegation), 책무(stewardship) 등이 있다. 사회기능(social functioning)과 관련된 연구에 주목하는 학문인 사회심리학(Social psychology)은 태도, 사고, 행동의 사회관습적 변화를 통해 대인관계가 어떻게 학습되는가를 연구한다.

## 목록과 범주화
사회 기술은 사람들이 소통하고 학습하고 도움을 요청하고 적절히 욕구를 충족시키고 타인과 어울리고 친구를 사귀고 건강한 관계를 수립하고 스스로를 보호하고, 일반적으로 사회와 조화롭게 상호작용할 수 있게 하는 도구이다. 사회 기술은 신뢰성(trustworthiness), 공손(respectfulness), 책임(responsibility), 공정(fairness), 케어링(caring), 시민정신(citizenship) 등 필수 성격 특성(character trait)을 만든다. 이런 특성들은 내적 도덕 기준(internal moral compass) 수립에 도움을 주어, 사고와 행동에서 최선의 선택을 하게 하여 사회역량을 만드는 것이다.

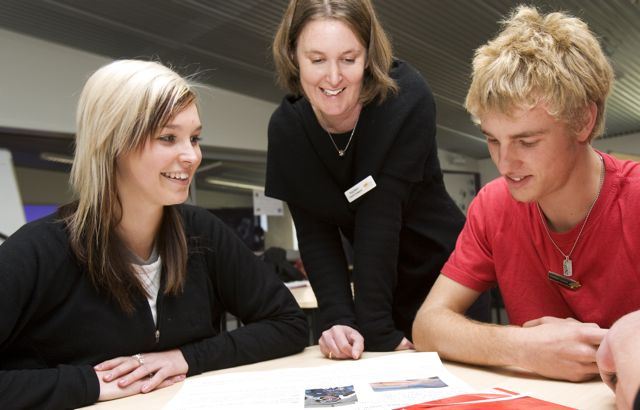
교사와 함께 공부하는 뉴질랜드 알바니 고등학교(Albany Senior High School) 학생

미국노동부(Employment and Training Administration)가 규명한 중요한 사회 기술은 다음과 같다.
- 협동(Coordination) – 타인의 행동에 관하여 자기 행동을 조정하는 것.
- 멘토링(Mentoring) – 타인에게 일하는 방식을 가르치고 돕는 것.(예 : 스터디 파트너)
- 협상(Negotiation) – 합의에 이르기 위한 논의.
- 설득(Persuasion) – 타인을 설득하거나 타인에게 설득되어 무언가를 하거나 믿는 행동 혹은 사실
- 복무 지향(Service Orientation) – 공감하는 태도를 적극 구하고 사람들과 심리사회적으로 함께 성장해 나감
- 사회지각력(Social Perceptiveness) – 타인의 반응을 잘 알고 이해 가능한 방식으로 응답할 수 있음.

사회 기술은 주요 목표와 하위 목표에 있어 목표지향적이다. 예를 들어, 직장 신입이 고참과 상호작용하는 것은 주요 목표를 품고 있다. 이는 정보 수집이 될 것이다. 그리고 하위 목표로서 신입이 고참과 라포(rapport)를 형성하여 주요 목표를 달성하려 할 것이다. 이에 대해 일본학자 도이 타케오(Doi Takeo)는 의식(consciousness)에 관한 자신의 연구에서 언어적 표현와 관습을 의미하는 '다테마에(建前)', 관습 뒤에 숨은 실제 동기를 의미하는 '혼네(本音)'로 구분하였다.

## 결핍 원인
1998년 그레샴(Gresham)은 발달적 단계(developmental stage)와 이행적 단계(transitional stage)와 관련지어, 사회 기술 결핍을 '사회 기술 인식 및 반영 실패(failure to recognize and reflect social skills)', '적절한 모델의 모방 실패(failure to model appropriate models)', '특정 상황에서 수용 가능한 행동 수행 실패(failure to perform acceptable behavior in particular situations)'로 범주화하였다. 성인 시기 행동 수정(adjustment)를 고려하면, 사회 기술 결핍은 행동장애(behavioral challenge)를 가진 아동에게 지장이 되기도 한다.

### 알코올 남용
알코올 의존증(alcoholism) 환자의 사회 기술은 중대한 장애를 보인다. 이는 알코올 남용이 두뇌 전전두피질(prefrontal cortex)에 끼치는 장기적인 신경독 효과 때문이다. 알코올 남용으로 저해된 사회 기술은 안면 감정 인식 장애, 운율 인지 문제, 마음이론(theory of mind) 결핍이 있다. 유머에 대한 이해 역시 알코올 중독자들에게는 저해되어 있다. 태아 알코올 증후군(fetal alcohol spectrum disorder) 환자에게도 사회 기술 저해가 나타난다. 이런 결핌은 평생 지속되며 두뇌 노화에 따라 악화된다.

### ADHD와 운동과잉장애
주의력결핍 과잉행동장애(ADHD) 및  운동과잉장애(hyperkinetic disorder) 환자는 사회적 상호작용(social interaction) 등의 사회 기술에 어려움이 있기도 하다. ADHD 아동 및 청소년의 절반 가량이 또래들의 거절(peer rejection)을 경험한다. 이에 반해 일반 아동 및 청소년은 또래들의 거절을 경험할 확률이 10–15%에 불과하다. ADHD 청소년은 친밀한 우정관계나 로맨틱 관계(romantic relationship) 형성이 어렵다. 이들은 같은 ADHD나 관련 증상을 가진 또래 혹은 그런 증상들에 강한 내성을 가지고 있는 또래들을 제외한 다른 또래들로부터 미성숙하거나 사회로부터 버림받은 이들로 취급된다. 그러나 이들이 성숙하기 시작하면 관계 형성은 쉬워진다. 사회 기술 훈련, 행동 수정(behavioral modification), 약물치료는 효과가 있다. 훗날의 정신질환 발병을 감소시키기 위하여, ADHD 청소년은 비행 혹은 범죄 행위가 없는 친구, 혹은 심각한 정신질환이나 발달장애가 없는 친구를 사귀는 것이 중요하다. 또래 관계가 빈약하면 우울증, 우범성, 학업 실패, 약물 남용 장애 등으로 이어질 수 있다.

### 자폐스펙트럼장애
자폐증(autism)이나 아스퍼거 증후군(Asperger syndrome)을 포함한 자폐스펙트럼장애(autistic spectrum disorders)를 가진 사람은 사회기능의 결여가 특성이 되기도 한다. 자폐스펙트럼 측면에서 사회 기술이란 개념에 의문이 제기되었다. 자폐 아동의 욕구에 대한 반응으로, 로만칙(Romanczyk)은 사회적 상황에 따라 자폐 아동의 특정 반응을 맞춰주는 방식이 아니라, 행동수정과 함께 사회 습득(social acquisition)의 포괄적 모델을 적용할 것을 제안하였다.

### 불안과 우울
타인과 사회화할 기회가 거의 없던 이들은 사회 기술로 인해 무척 힘들어한다. 이는 불안이나 우울 등 정신질환을 가진 사람들에게 하향나선효과(downward spiral effect)를 가져다 준다. 대인관계에서의 평판에 대한 걱정과 타인의 부정적 반응에 대한 공포로 인하여 겪는 사회불안(social anxiety) 때문에, 실패나 사회적 거절에 대한 과도한 예상이 사회적 상호작용을 피하거나 이로부터 차단하는 현상을 일으킨다. 사회불안이 높은 사람은 타인과 소통할 때 매우 힘들어 하며, 사회적 단서(social cue)나 행동을 적절히 보여주는 능력에 문제가 있을 수 있다. 소셜미디어 사용고 불안과 우울을 일으킬 수 있다. 국립건강연구소(National institute of health) 국립의학도서관(National library of Medicine)에서는 3,560명의 학생들을 샘플로 한 연구에 의하면, 인터넷은 많은 문제를 낳고 있다. 미국 고등학생 4% 정도가 인터넷 사용 문제를 보인다. 이는 우울과 연관되어 있다. 1/3 가량인 28.51%는 일주일에 15시간 이상 인터넷에서 시간을 보낸다고 보고되었다. 그러나 다른 연구들은 인터넷 사용의 긍정적 효과를 보여준다.
우울증 역시 사회화 기회를 피하게 하여 사회 기술을 저해시키고 사회화에 관심을 떨어뜨린다.

### 반사회적 장애
Snakes in Suits: When Psychopaths Go to Work의 저자들은 직장내 사이코패스에 대해 탐색한다. FBI 고문들은 전형적인 사이코패스(psychopath)들이 힘을 갖고 유지하는 5단계 모델을 제시한다. 이들이 조이는 특성들은 다음과 같다. 피상적 매력(superficial charm), 부정직(insincerity), 자아중심주의(egocentricity), 조종성(manipulativeness), 과대(grandiosity), 공감결여(lack of empathy), 낮은 우호성(low agreeableness), 착취성(exploitativeness), 독립성(independence), 경직성(rigidity), 완고함(stubbornness), 독재 경향(dictatorial tendency) 등이다. 바비악(Babiak)과 헤어(Hare)는 사이코패스를 변호하며, 성공은 최선의 복수라고 생각하며, 이들의 문제 행동은 통찰이 거의 없기에 무한히 반복되며,
분노, 좌절, 격노 등 그들의 원감정은 저항할 수 없는 매력으로 굴절된다.
바비악 등은 감정파악능력(emotional literacy)와 도덕적 양심의 결여는 강함(toughness), 어려운 결정을 내리는 능력, 탁월한 위기 관리 능력으로  혼동된다고 지적한다. 또한 바비악 등은 사이코패스는 치료 효과를 볼 수 없다는 연구로부터 규정한 사이코패스의 실체를 강조한다.
뉴욕 버팔로 대학교(University at Buffalo in New York), 에밀리 그리잘바(Emily Grijalva)는 사업상의 자기애(narcissism)를 조사하였다. 그리잘바는 취약한 자기애(vulnerable narcissism)와 과대 자기애 (grandiose narcissism)가 있다는 것을 발견하였다. 과대 자기애가 평범한 정도는 탁월한 관리자가 되는 것과 연결된다고 보았다. 과대 자기애는 자신감을 특성으로 한다. 이들은  자신이 우월하다는 흔들리지 않는 신념이 있다. 이들은 매력적일 수 있고 오만할 수도 있으며, 이기적이고 남을 이용하며 권리를 주장하기도 한다.독일 쾰른대학교(University of Cologne) 옌스 랑게(Jens Lange)와 얀 크루시우스(Jan Crusius)는 직장내 자기애성 야심가와 '악성-양성 질투(malignant-benign envy)'를 연관지었다. 과대 자기애성자는 자존감이 낮아지거나 신경증을 보이는 경우가 적고, 질투가 함께 하면 취약한 자기애성자에게는 보일 수 있는 불안과 우울에 덜 민감해진다. 반면, 취약한 자기애성자는 자신이 특별하다고 생각하고 그렇게 보이길 원하나 그렇게 유능하거나 매력 있지는 않은 사람이다. 그 결과 이들의 자존감은 상당히 동요한다. 이들은 자의식이 강하고 수동적이지만 과장된 자기상이 위협받으면 폭력성을 동반할 수 있는 공격성이 폭발할 수 있다. 리처드 보야치스(Richard Boyatzis)는 이것이 건설적으로 공유할 수 없는 감정 표현의 비생산적 형태로, 알맞은 사회 기술의 결여를 반영한다고 말한다. 네덜란드 암스테르담 대학교(University of Amsterdam) 사회과학자이자 행동과학자인 에디 브루멜만(Eddie Brummelman)과 미국 오하이오주립대학 콜럼버스 교정(Ohio State University in Columbus) 브래드 부쉬먼(Brad Bushman)은 서구 문화에서 자기애는 관계가 아닌 자아(the self)로 초점이 옮겨지면서 상승세에 있으며, 모든 자기애는 사회적으로 바람직하지 않다고 본다. 즉 '건강하지 못한 우월성의 느낌(unhealthy feelings of superiority)'이라고 표현한다. 캐나다 브리티시컬럼비아주립대학교(University of British Columbia)
데이비드 킬리(David Kealy)는 자기애가 일시적으로 도움되지만 장기적으로는 자기에게 충실하고(true to oneself) 개인 본연의 성실성/완전성(personal integrity)을 갖고, 타인에게 친절하게 하는 것이 더 낫다고 주장한다.

## 관리

### 행동치료
행동주의(Behaviorism)는 사회 기술을 사회적 보강을 수월하게 하도록 기능하는 학습된 행동(learned behavior)이라고 해석한다. 슈나이더(Schneider)와 번(Byrne)의 1985년 연구에 의하면, 훈련 사회 기술에 대한 조작적 조건화(operant conditioning) 절차는 가장 큰 효과크기(effect size)를 가지며, 다음으로는 모델링(modeling), 코칭(coaching), 사회인지기법(social cognitive technique)이 뒤를 따른다. 행동분석가(behavior analyst)들은 사회 기술보다 행동기술(behavioral skill)이라는 용어를 선호한다. 사회 기술 등을 구축할 행동기술 훈련은 공동체 강화 접근 및 가족 훈련(community reinforcement approach and family training, CRAFT)에서 하는 것과 같은 중독치료 패키지에서 사용된다.
행동기술 훈련은 경계선 인격장애(borderline personality disorder),
우울(depression), 발달장애(developmental disability) 환자에게도 사용된다. 전형적으로 행동주의자들은 끝기술(cusp skill)이라는 것을 발달시키려 하는데, 이는 다양한 환경에서 사용 가능한 중요한 기술이다. 이런 유형의 치료접근법의 근거는 사람은 다양한 사회 문제들을 만나고, 안전한 환경에서 문제들로부터 나온 스트레스와 처벌을 줄일 수 있다는 것이다. 또한 올바른 기술을 가짐으로써 강화를 늘려나갈 수 있는 방식을 다루기도 한다.

## 같이 보기
- 사회적 불안
- 사회인지
- 사회지능
- 사회행동